# 甲基丙二醛
甲基丙二醛是一种有机化合物，化学式为C4H6O2，它可用作测定丙二醛的内标。
它和钠、尿素在乙醇中反应，可以得到5-甲基-2(1H)-嘧啶酮（2-羟基-5-甲基嘧啶）。